# Gerald Uelmen
Gerald F. Uelmen, född 8 oktober 1940, är en amerikansk advokat, professor och författare. Han är mest känd för att ha varit en av åtta försvarsadvokater som ingick i advokatkonstellationen som företrädde O.J. Simpson i en av modern tids mest uppmärksammade rättegångar rörande morden på Simpsons före detta fru Nicole Brown Simpson och hennes vän Ron Goldman, som knivmördades den 12 juni 1994 i Brentwood i Kalifornien. Amerikansk media namngav advokatkonstellationen med namnet Dream Team på grund av att alla var stjärnadvokater och nationellt uppmärksammade. De försvarade Simpson framgångsrikt och han blev friad den 3 oktober 1995 när domare Lance Ito läste upp juryns beslut.
Han är till vardags professor vid Santa Clara University School of Law, där han även var dekanus mellan 1986 och 1994. Uelmen har företrätt klienter som bland annat Christian Brando och Daniel Ellsberg.
Han avlade kandidatexamen i statsvetenskap vid Loyola Marymount University och en juris doktor och en master of laws vid Georgetown University Law Center.